# Rachel Rotenberg
Pour les articles homonymes, voir Rotenberg.
Rachel Rotenberg, née le 1er janvier 1878 près de Marioupol et morte le 7 novembre 1929 à Saint-Laurent-d'Aigouze, est une militante politique, titulaire d'un doctorat de la faculté de médecine de Montpellier. 

## Biographie

### Jeunesse et famille
Rachel Rotenberg, russe d'origine juive, naît dans les environs de Marioupol en Ukraine, d'un père commerçant, Michel Samuelovitch Rotenberg, et de Sophie Rotenberg. 
Elle arrive à Montpellier en 1899 où elle obtient le baccalauréat par équivalence, le PCN le 9 novembre 1901 et le doctorat d'université en 1904.
Elle vit librement, fumant la pipe, logeant avec deux autres étudiantes russes rue Marioge et  qualifiée par ses contemporains, tels que Max Gourgas, de nihiliste.
Elle épouse civilement Émile Louis Soubeiran, médecin et fils d'un pasteur protestant, le 29 mars 1902 à la mairie de Montpellier. Leur fille Sophie naît le 2 novembre 1903 à Gallargues-le-Montueux.

### Activisme politique
Elle est présente dans les groupes anarchistes de Montpellier.